# St.-Martin-Kirche (Eggersdorf)

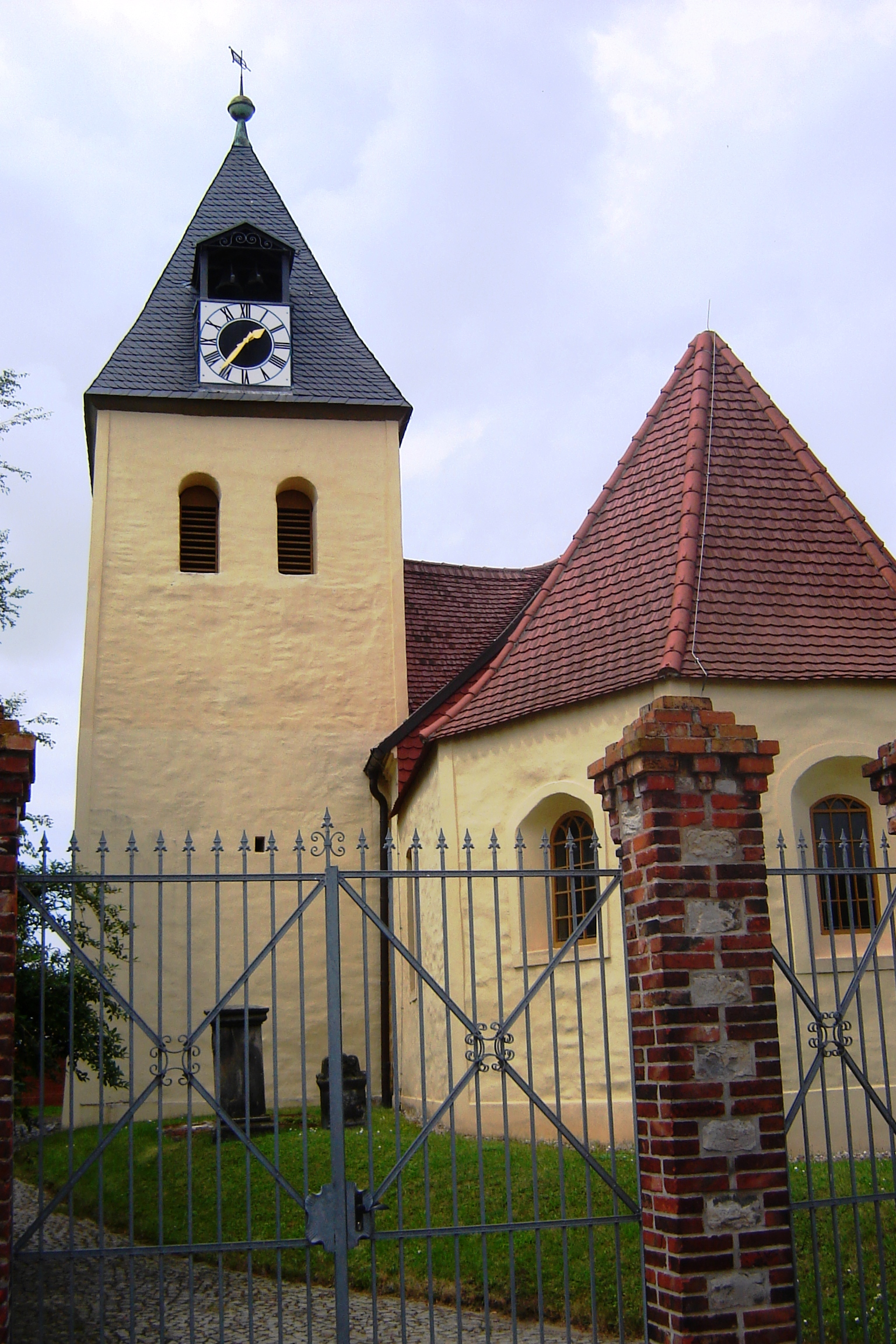
St. Martin, Ostansicht

Die Eggersdorfer St.-Martin-Kirche (ⓘ) ist ein evangelischer Sakralbau, dessen Anfänge bis in das 11. Jahrhundert zurückreichen. Eggersdorf ist ein Ortsteil der Gemeinde Bördeland im Salzlandkreis.

## Beschreibung

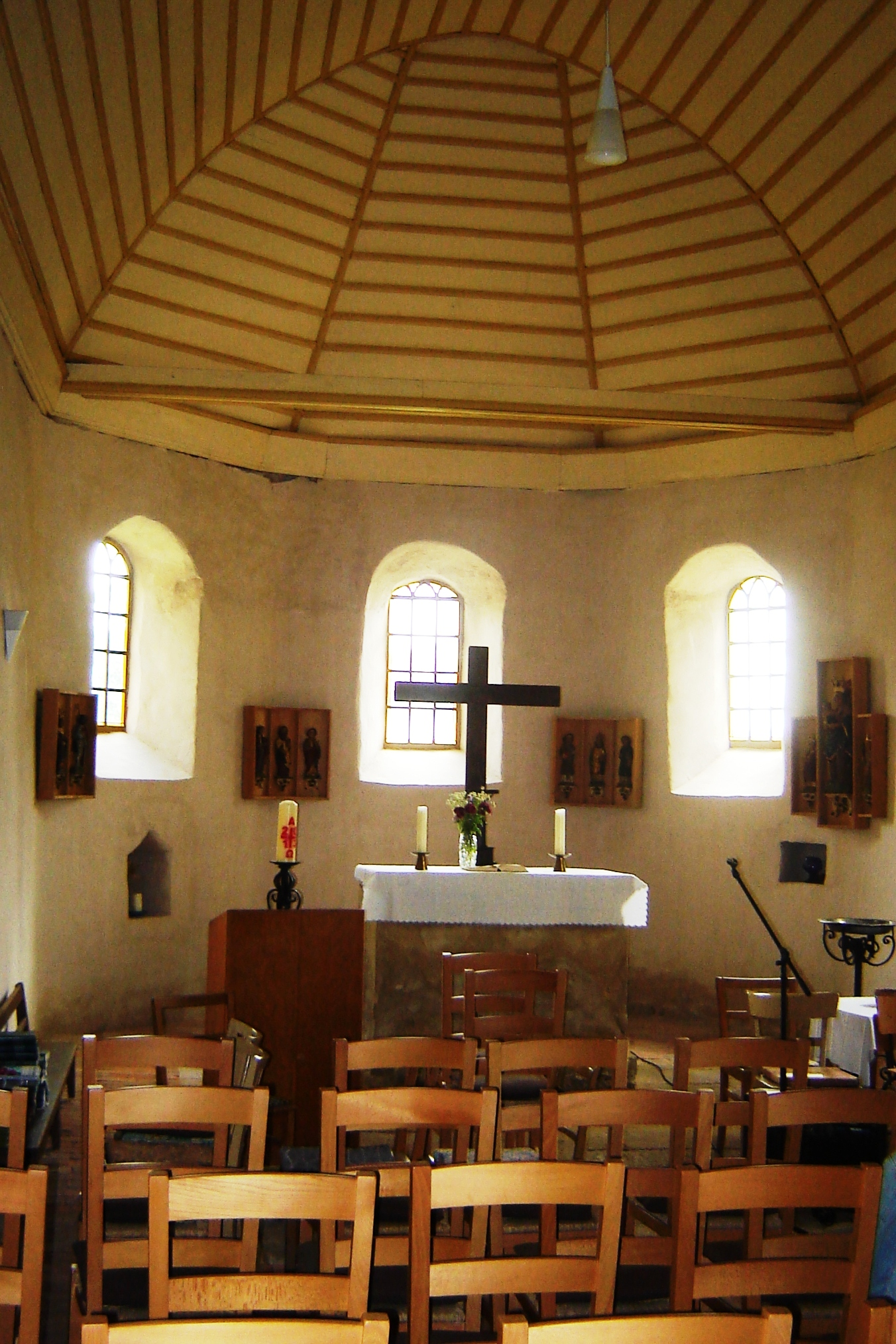
Altarraum

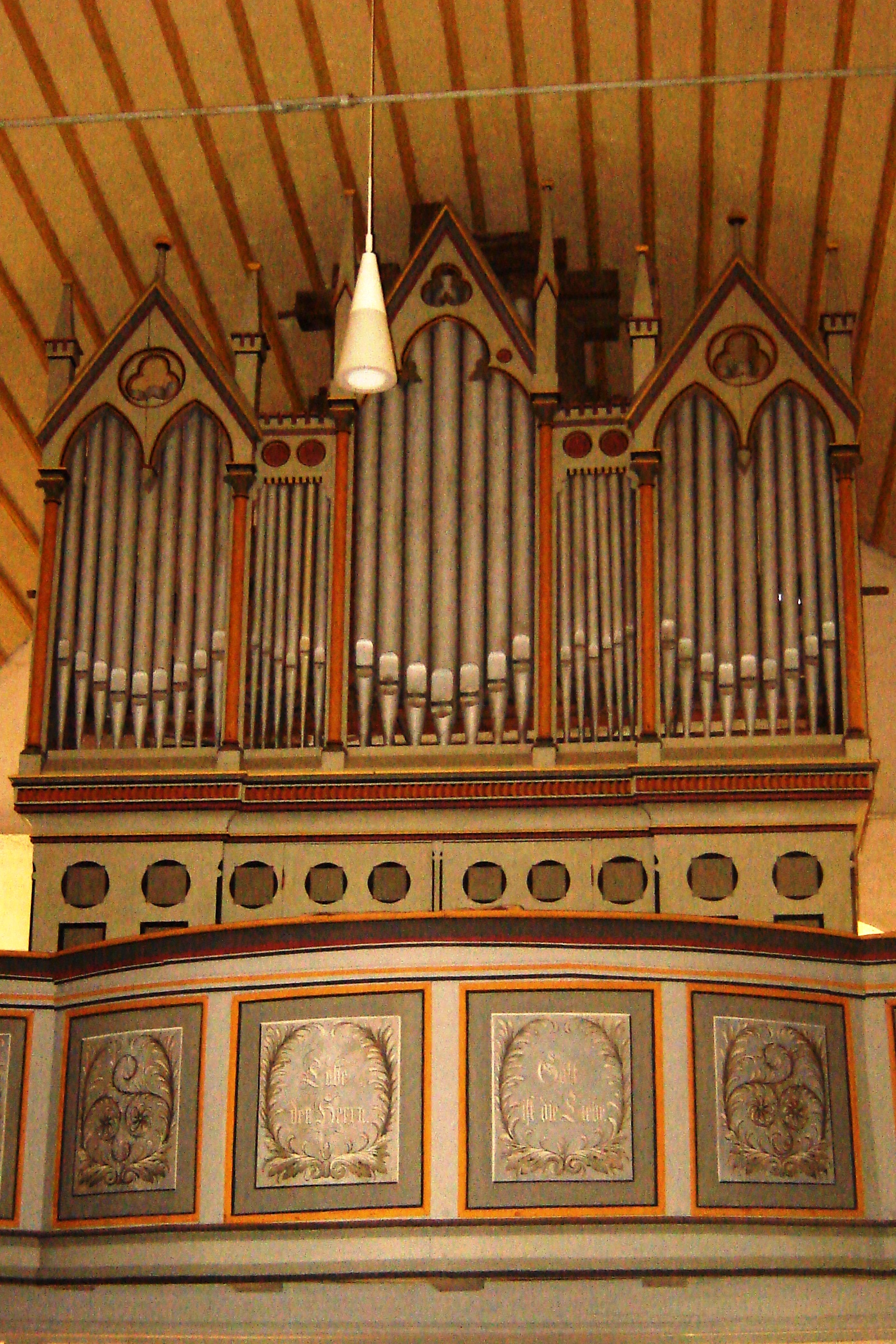
Orgel von 1895

Das Gebäude der Martinskirche besteht aus Kirchenschiff, Chor und Turm. Der gesamte Bau ist verputzt und bis auf den Turm aus Ziegelsteinen errichtet. Der Turm und einzelne Mauersegmente, Reste des mittelalterlichen Vorgängerbaus, bestehen aus Bruchsteinen. Das Kirchenschiff hat ein Satteldach, der Chor ein Zeltdach, während der Turm mit einem Pyramidendach abschließt. Das Turmdach ist mit Schieferplatten, die übrigen Dächer sind mit Ziegeln gedeckt.
Das Kirchenschiff hat einen rechteckigen Grundriss, ist etwa 14 m lang und 9 m breit. Der östlich angefügte polygonale Chor ist etwa einen Meter schmaler als das Schiff, schließt aber mit seiner Südwand unmittelbar an das Kirchenschiff an. Der quadratische Turm ist sechs Meter breit. Er steht an der Südwand, etwa fünf Meter von der Westwand versetzt und verjüngt sich geringfügig nach oben. Das Kirchenschiff hat sechs hohe rechteckige Fenster, die fünf Wände des Chors haben jeweils ein Rundbogenfenster. Unter dem Dach des Kirchturms sind rundbogige Schallöffnungen eingelassen, an den östlichen und westlichen Dachgiebeln befinden sich Uhrmansarden.
Im Innern wird die Kirche mit einer Holztonnendecke abgeschlossen. Ältestes Inventarstück ist der steinerne Altar, dessen Alter auf mehr als tausend Jahre geschätzt wird. In den Ecken der Altarplatte sind kleine Weihekreuze aus romanischer Zeit eingearbeitet. Von einem früheren nicht mehr vorhandenen Kanzelaltar stammen zwölf Holzschnitzfiguren aus dem 15. Jahrhundert, die jetzt im Altarraum angebracht sind. Jüngeren Datums sind ein Leuchter und ein Taufschalenständer, beide schmiedeeisern und 2011 von einem ehemaligen Eggersdorfer Ehepaar gestiftet. Auf dem Mittelteil einer dreiseitigen mit Ornamenten bemalten Empore steht eine 1895 erbaute nicht mehr spielbare neugotische Orgel. Zu ebener Erde steht eine kleine Ladegast-Orgel aus dem Jahre 1865. Die Martinskirche besitzt nur eine Glocke, die 1926 gegossen wurde. Die 1893 installierte Kirchturmuhr, die wöchentlich aufzuziehen ist, wurde von der niedersächsischen Turmuhrenfabrik und Glockengießerei J. F. Weule aus Bockenem hergestellt.

## Geschichte
Verschiedene Chronisten vermuten einen ersten Kirchenbau für die Zeit zwischen dem 11. und 13. Jahrhundert, wovon Turm und Teile des östlichen Chorabschlusses erhalten sind. Die ursprüngliche Saalkirche hatte eine Länge von 17 m und eine Breite von 5,5 m. 1643 zerstörte ein Feuer die Kirche fast vollständig, lediglich der Turm, die Südwand und der Chor blieben erhalten. Bei einer Erwähnung der Eggersdorfer Kirche 1705 im Calbischen Erbbuch werden die Zerstörungen nicht mehr erwähnt, vielmehr wird das Vorhandensein von Kanzel, Altar und Orgel beschrieben. 1750/51 wurden umfangreiche Umbauten vorgenommen. Die Nord- und Westwand wurden neu errichtet und das Kirchenschiff um drei Meter nach Westen verlängert. Alle Außenmauern wurden um etwa 1,3 m aufgestockt, größere Fenster eingebaut. An der Westseite wurde als Standort für die Orgel eine Empore eingebaut und ein neuer hölzerner Kanzelaltar aufgestellt. 1895 wurde eine neue Orgel angeschafft und damit verbunden eine neue dreiseitige Empore errichtet. Bis zum Ausbruch des Ersten Weltkrieges besaß die Martinskirche zwei Glocken. Die große 1908 gegossene Bronzeglocke wurde 1917 zu Kriegszwecken eingeschmolzen. 1926 und 1937 wurden zwei neue Glocken angeschafft, deren größere während des Zweiten Weltkriegs 1940 erneut an die Rüstungsindustrie abgeführt werden musste.
In den 1960er Jahren begann die Kirche zu verfallen. Ein Beschluss des Gemeindekirchenrates von 1968, die Kirche aufzugeben, wurde vom Magdeburger Konsistorium noch abgelehnt. 1970 wurden der Kanzelaltar und Teile des Gestühls nach Wurmbefall entfernt, später klaffte im Dach ein großes Loch. 1982 wurde die Kirche wegen Schwammbefall baupolizeilich gesperrt. Erst 1993 begannen Arbeiten zur Sicherung des Gebäudes, und 1996 konstituierte sich ein Kirchbauverein zur Rettung der Kirche. 1997 wurde mit den Sanierungsarbeiten begonnen. Erhebliche Finanzierungsmittel konnten 1999 mithilfe der ARD-Fernsehgala „Damit die Kirche im Dorf bleibt“ aufgebracht werden. Im selben Jahr konnten die Arbeiten zur Wiederherstellung der Martinskirche abgeschlossen werden. 2001 wurde die einzige Glocke von einem Unternehmen zur Instandhaltung von Geläuten und Turmuhren in Kölleda umfassend repariert.
Die Eggersdorfer Kirche ist dem heiligen Martin (~316–397), Bischof von Tours, geweiht.